# Secret Garden
Secret Garden es un dúo irlandés-noruego formado por la violinista Fionnuala Sherry y el músico Rolf Løvland. Se caracterizan por hacer música instrumental, folk y new age. En 1995 fueron los ganadores del Festival de Eurovisión  con el tema "Nocturne", y han compuesto éxitos como "You raise me up" o "Song from a secret garden".

## Carrera
Está formado por la cantante y violinista irlandesa Fionnuala Sherry y el compositor noruego Rolf Løvland, nominado a un Grammy en 2004 por una composición para Josh Groban. En 1995 ganaron el Festival de la Canción de Eurovisión por Noruega con el tema "Nocturne" en Dublín. Ha sido la primera y la última vez que una pieza principalmente instrumental ha ganado el Festival de Eurovisión. "Nocturne" incluía treinta segundos de letra (interpretada en noruego en el festival por Gunnhild Tvinnereim), para asegurar la adecuación de la canción a las normas del certamen. Además Rolf Løvland también fue coautor de la canción "La det swinge" que había conseguido la victoria de Noruega en el Festival de la Canción de Eurovisión 1985.
Ser los ganadores en Eurovisión ayudó al éxito de su primer álbum, Songs from a Secret Garden. Vendió un millón de copias en todo el mundo, fue disco de platino en Noruega, doble platino en Hong Kong y Corea, oro en Irlanda y Nueva Zelanda y permaneció 101 semanas en el Billboard New Age Charts de Estados Unidos. Desde entonces tienen numerosos álbumes en el mercado y han actuado por todo el mundo. Han estado dos veces nominados para los World Music Awards de Mónaco. Han actuado en los Premios Nobel de la Paz, han sido portada de la revista Rolling Stone, han vendido varios millones de discos y han ocupado los puestos más importantes de las listas de ventas new-age y Billboard en Estados Unidos, Australia y Nueva Zelanda. Su mayor éxito, "You Raise Me Up" (número 1 en Estados Unidos y Reino Unido) ha sido versionada 125 veces, entre otros por Westlife, Josh Groban, Brian Kennedy, Celtic Woman e Il Divo.

## Discografía

### Álbumes de estudio
- Songs from a Secret Garden (1996)
- White Stones (1997)
- Dawn of a New Century (1999)
- Once in a Red Moon (2002)
- Earthsongs (2005)
- Inside I'm Singing (2007)
- Winter Poem (2011)
- Just the Two of Us (2013)
- Live at Kilden (2016)
- Storyteller (2019)

### Álbumes Compilados
- Fairytales (1998)
- Dreamcatcher (2001)
- The Ultimate Secret Garden (2004)
- Dreamcatcher: Best of Secret Garden (2004)